# Aplocera pierretaria
Aplocera pierretaria är en fjärilsart som beskrevs av Guill 1856. Aplocera pierretaria ingår i släktet Aplocera och familjen mätare. Inga underarter finns listade i Catalogue of Life.